# Type-S 大赛车
《Type-S 大赛车》是由史克威尔子公司Escape开发的PlayStation 2竞速游戏。游戏由史克威尔于2000年3月在日本发行。在游戏操作受到批评后，欧版和美版游戏改善了操作并增加了要素，并于2001年1月发行。
游戏使用了国际制造商授权的汽车。游戏有数种模式，其中如练习模式和双人模式。游戏音乐主要由细江慎治作曲，且有原声音乐在日本发行。游戏销量不高且在专业评论中毁誉参半，评论对游戏图形、操作和音效的评价不一。

## 玩法
《Type-S 大赛车》的系统沿袭了竞速游戏的一般惯例。游戏图形和操作意图逼真并立足于车身重量。玩家在赛道中和电脑控制的其他车辆竞赛，来解锁新车辆和赛道。在每场赛程前，玩家可以自订车辆及其颜色。游戏有来自日本和欧洲12间厂商官方授权的43辆车辆，其中如宝马、丰田、尼桑、法拉利、保时捷和马自达。游戏有显示和虚构的赛道共14条，以及一条是西方版游戏独占赛道。
游戏有4种模式。游戏的主要模式为“街机Type-S”，玩家会在此模式直接加入比赛。游戏开始只能使用4辆汽车，但随着玩家取胜就可以解锁更多车辆和赛道。在“行车线练习”模式中，玩家可以在无电脑控制车辆下，尝试任何赛道并提升驾驶技术。此模式下，赛道会以红色表示理想行车线，当接近建议制动点时就会变为锯齿状。该模式有四条其他模式没有的汽车越野赛道。游戏还有“时间挑战”和双玩家分屏“对战模式”。

## 开发
《Type-S 大赛车》由史克威尔子公司Escape开发；其开发团队曾和DreamFactory开发PlayStation作品《Ehrgeiz》和Tobal系列。游戏在2000年1月以暂定标题”Type-S“公布。游戏公布之后在日本杂志《周刊Fami通》打了四页广告，称游戏将成为史克威尔首款PlayStation 2作品。
在2000年1月29日日本横滨的史克威尔”千年祭“中，展示了游戏的可玩版本。游戏是日本电视广告最早宣传的PlayStation 2游戏之一。游戏还于同年5月11日至5月13日美国洛杉矶的电子娱乐展上展出。因焦点小组正在调整游戏来改善日版问题，该演示无法游玩。美国网站GameSpot称，车体细节和底纹水平也有了改善。欧洲和北美版游戏皆于日版十个月之后发行。

## 音乐
游戏音乐主要由细江慎治作曲，此外佐宗绫子和相原隆行也参与创作。游戏原生在日本由细江的唱片公司Super Sweep唱片在2001年12月29日发行，并和电子游戏《武士道之刃》的原声同捆发售。音乐以铁克诺为主，但也有摇滚与爵士元素。游戏音乐网站Chudah's Corner给专辑打出了A+的分数，并称开场曲《Rush About》是最多样化的曲目之一，其使用了电子节拍、萨克斯风和电吉他的二重奏，以及钢琴。网站还称，佐宗绫子最令人享受的作品是合成器曲目《Best Tone》及其贝斯独奏，而Takayuji Aihara的则为朗朗上口的80年代摇滚曲调的《F-Beat》。最后网站称钢琴乐《Recollections of Sepia》是专辑中最平静的曲目。

## 评价
《Type-S 大赛车》在日本发售首周售出4.66万份。游戏在日本以外的首发更为平庸，在北美发售一周后，美国的销量只有2,500套。美国网站Allgame认为游戏虽然销量不佳，但在《GT赛车3》——此网站及GamePro、GameSpot、GameZone和IGN都认为更好的一款作品——发售前商业上获利。
游戏获游戏出版物非常不一的评价。日本杂志《周刊Fami通》为游戏打出28/40，称赞了游戏图形、使用现实车辆，以及创新的驾驶视角。美国杂志《Game Informer》和网站GameZone也称赞了游戏的逼真车身内部以及非常精细的环境，称其可与《实感赛车V》和《GT赛车3》比肩。然而Allgame称图形存在隐约闪烁的效果，这在早期PlayStation 2作品中经常出现，而美国网站Game Revolution认为图形“锯齿严重”。GameSpot和美国网站IGN也提到闪烁和锯齿，但他们认为这没有什么不快。
在游戏可玩性方面，GameSpot和IGN认为日版游戏“没法玩”，二者认为西方版有所改进，尽管游戏仍然“离应有的感觉还非常远”。此外，Game Revolution认为车辆默认设置失衡且难以调整恰当，同时评论和Allgame与IGN都批评了游戏前后矛盾的人工智能（AI）。《Fami通》报告了游戏的长载入时间以及高难度，称因游戏操作的难度，作品更面向模拟竞速而非街机式操作的爱好者。《Game Informer》和GameZone赞同Fami通的评论，称载入时间很快成为“游戏结束的噩梦”，并称游戏操作“棘手”“紧张”以及“创新”，但他们也承认，大多数玩家只会认为它太具挑战性令人沮丧，而没了兴趣。虽然《Game Informer》称“一款驾驶模拟爱好者的杰作埋葬在这里”，但Allgamer和英国杂志《电脑与电子游戏》的凭借更为消极，称车辆“在其轮胎上似乎太轻了”，“感觉就像你在冰面上驾驶”。《电脑与电子游戏》的评论最为苛刻，给游戏打出了1.0/10分，称其索然无味并列为“PS2最糟糕的驾驶游戏”。
对游戏音效的评论也褒贬不一。Chudah's Corner对游戏音乐表示称赞，称其为游戏的“可取之处”以及“它自己的奇迹”，《Game Informer》也称其“相当不错”，但认为史克威尔应该延揽大乐队来与竞争系列GT赛车的音乐对抗。GameSpot称音乐“精彩，尽管不完美”，并也认为和《GT赛车2》、《山脊赛车4》或《山脊赛车V》。该网站称赞游戏环境音效逼真精细，但IGN和GameZone认为其声音太小且“无甚特别”。GameZone、Game Revolution和美国杂志《GamePro》认为音乐“难以容忍”，“不协调”且“蹩脚并令人不快”，声音就像“一群被残害折磨的海鸥”。